# Berliner Stadtliga
De Berliner Stadtliga werd in 1946 opgericht, samen met de Oberliga's was het de hoogste voetbalklasse in Duitsland na de Tweede Wereldoorlog tot de invoering van de Bundesliga.
Al in 1945-46 werd er een competitie in Berlijn opgezet, er waren 4 groepen waarvan de 3 besten zich plaatsen voor het seizoen 1946-47. Tot 1950 bestond de liga uit clubs van zowel Oost- als West-Berlijn, maar om politieke redenen moesten de clubs uit Oost-Berlijn zich terugtrekken vanaf 1950. Sommige clubs splitsen waarvan het ene deel in het Oosten bleef en het andere opnieuw gesticht werd in het westen.
De clubs degradeerden naar de Amateurliga Berlin.

## Eeuwige ranglijst
| Club                        | /18 | Seizoenen (1945-1963)                                            |
| --------------------------- | --- | ---------------------------------------------------------------- |
| Berliner SV 92              | 18  | 1945-1963                                                        |
| Tennis Borussia Berlin      | 18  | 1945-1963                                                        |
| Berliner FC Viktoria 1889   | 17  | 1945-1947, 1948-1963                                             |
| SC Wacker 04 Berlin         | 17  | 1945-1956, 1957-1963                                             |
| Spandauer SV                | 16  | 1945-1946, 1947-1949, 1950-1963                                  |
| Hertha BSC                  | 14  | 1945-1946, 1949-1953, 1954-1963                                  |
| SpVgg Blau-Weiß 1890 Berlin | 13  | 1945-1948, 1950-1960                                             |
| BFC Südring                 | 13  | 1945-1951, 1952-1953, 1954-1955, 1956-1957, 1958-1959, 1960-1963 |
| Berliner FC Alemannia 1890  | 12  | 1945-1956, 1957-1958                                             |
| SC Tasmania 1900 Berlin     | 12  | 1945-1946, 1949-1952, 1955-1963                                  |
| SC Union 06 Berlin          | 11  | 1950-1960, 1961-192                                              |
| VfR Minerva 93 Berlin       | 10  | 1945-1946, 1948-1949, 1950-1958                                  |
| FC Hertha 03 Zehlendorf     | 9   | 1953-1954, 1955-1963                                             |
| Berliner FC Nordstern       | 7   | 1945-1948, 1951-1955                                             |
| SC Union 06 Oberschöneweide | 4   | 1945-1946, 1947-1950                                             |
| SG Köpenick                 | 4   | 1945-1949                                                        |
| BSC Kickers 1900            | 3   | 1945-1946, 1953-1954, 1960-1961                                  |
| SG Britz                    | 3   | 1945-1946, 1949-1951                                             |
| SC Rapide Wedding 1893      | 3   | 1945-1946, 1956-1957, 1958-1959                                  |
| SC Staaken                  | 3   | 1945-1948                                                        |
| SV Lichtenberg 47           | 3   | 1945-1947, 1948-1949                                             |
| VfL Nord Berlin             | 3   | 1945-1946, 1949-1950, 1951-1952                                  |
| VfB Pankow                  | 3   | 1947-1950                                                        |
| SG Stadtmitte               | 2   | 1945-1947                                                        |
| SC Westend 1901             | 2   | 1950-1952                                                        |
| SC Tegel                    | 1   | 1962-1963                                                        |
| SG Kreuzberg-Ost            | 1   | 1945-1946                                                        |
| SG Hohenschönhausen         | 1   | 1945-1946                                                        |
| SG Reinickendorf-Ost        | 1   | 1945-1946                                                        |
| SG Friedrichsfelde          | 1   | 1945-1946                                                        |
| SG Schillerpark             | 1   | 1945-1946                                                        |
| SG Stralau                  | 1   | 1945-1946                                                        |
| SG Grünau                   | 1   | 1945-1946                                                        |
| SG Borsigwalde              | 1   | 1945-1946                                                        |
| SG Prenzlauer Berg-Nord     | 1   | 1945-1946                                                        |
| SG Rixdorf                  | 1   | 1945-1946                                                        |
| SG Lichtenberg-Süd          | 1   | 1945-1946                                                        |
| SG Niederschöneweide        | 1   | 1945-1946                                                        |
| SG Adlershof                | 1   | 1945-1946                                                        |
| SG Johannisthal             | 1   | 1945-1946                                                        |
| SG Weißensee                | 1   | 1945-1946                                                        |
| SC Südwest Berlin           | 1   | 1952-1953                                                        |
| SV Norden-Nordwest Berlin   | 1   | 1959-1960                                                        |